# Baldo Baldi
Baldo Baldi (Livorno, 19 febbraio 1888 – Livorno, 21 dicembre 1961) è stato uno schermidore italiano, specializzato nel fioretto. Ha vinto due medaglie d'oro nella scherma ai Giochi olimpici.
Formatosi presso il Circolo Scherma Fides di Livorno sotto la guida del grande Maestro d'armi Giuseppe Nadi, Baldo Baldi ha fatto parte della storica spedizione italiana ai Giochi della VII Olimpiade di Anversa del 1920 durante la quale la scherma italiana fece incetta di medaglie. Baldo Baldi vinse l'oro nella sciabola e nel fioretto a squadre.

## Palmarès
In carriera ha ottenuto i seguenti risultati:

### Giochi olimpici
Individuale
A squadre
- Oro nel fioretto ad Anversa 1920
- Oro nella sciabola ad Anversa 1920